# S:t Olofs församling, Lunds stift
S:t Olofs församling var en församling i Vemmenhögs, Ljunits, Herrestads, Färs och Österlens kontrakt i Lunds stift. Församlingen låg i Simrishamns kommun i Skåne län och ingick i Simrishamns pastorat. 2020 uppgick församlingen i Simrishamns församling.

## Administrativ historik
Församlingen har medeltida ursprung, tidigt med namnet Lunkende församling.
Församlingen utgjorde till 1 maj 1930 ett eget pastorat, dock i praktiken från 27 juli 1814 i pastorat med Stiby församling. Från 1 maj 1930 till 2006 var församlingen moderförsamling i pastoratet Sankt Olof och Rörum. Församlingen ingick från 2006 i Simrishamns pastorat. År 2020 uppgick församlingen i Simrishamns församling.

## Kyrkor
- S:t Olofs kyrka